# Isis Hainsworth
Isis Hainsworth (Edimburgo, 22 de septiembre de 1998) es una actriz británica, reconocida por sus papeles en la película Metal Lords y en las series Wanderlust y Harlots.

## Biografía
En 2016, Hainsworth interpretó el papel de Maddy en la serie One of Us, seguido de una participación en un capítulo de la serie In Plain Sight. Dos años después encarnó a Abigail Warren en la serie británica-estadounidense Harlots, y apareció en cinco episodios de Wanderlust en el papel de Michelle McCullen.
En 2019 interpretó el papel de Marie Claire en la miniserie Los miserables, apareció como Louise Graham en The Victim y protagonizó el cortometraje The Yearning. Tras registrar participaciones en la serie The Diary of My Broken Vagina y en los largometrajes Emma y Miss Revolución, en 2022 protagonizó el filme de Netflix Metal Lords.
En abril de 2022 la revista Variety confirmó su participación como personaje principal en la película Catherine Called Birdy, bajo la dirección de Lena Dunham.

## Filmografía

### Cine
- 2022 - Catherine Called Birdy
- 2022 - Metal Lords
- 2021 - Lilias Adie
- 2020 - Miss Revolución
- 2020 - Emma
- 2019 - A Midsummer Night's Dream
- 2019 - The Yearning

### Televisión
- 2022 - Skint
- 2022 - Red Rose
- 2019 - The Diary of My Broken Vagina
- 2019 - The Victim
- 2019 - Los miserables
- 2018 - Wanderlust
- 2018 - Harlots
- 2016 - In Plain Sight
- 2016 - One of Us